# Lubbina Schilthuis

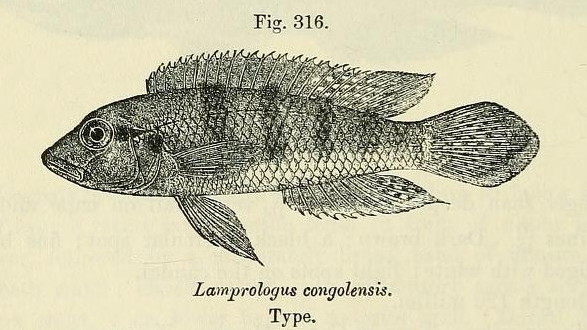
De Lamprologus congoensis is een van de vissoorten ontdekt door Lubbina Schilthuis.

Lubbina Schilthuis (Groningen, 16 december 1863 – ’s-Gravenhage, 27 januari  1951) was conservatrix van het Museum voor natuurlijke historie van de rijksuniversiteit van Utrecht.
Lubbina Schilthuis werd geboren in Groningen in een familie van Groningse graanhandelaren en politici. Haar grootvader Ulferdus Gerhardus (1799–1859) en vader Jan (1823–1906) waren lid van Gedeputeerde Staten van Groningen. Zij had vijf broers en vier zussen, van wie de jongste, Henriette Elisabeth (1870–1961), bekendheid verwierf als tekenares van botanische onderwijsplaten en schrijfster van een boek over sierplanten. Haar oudste broer Ulferdus Gerhardus (1857–1935) was ook lid van Gedeputeerde Staten van Groningen en bovendien vader van het Tweede Kamerlid Jan Schilthuis (1882–1965). Lubbina Schilthuis behaalde een MO-akte biologie aan de Rijksuniversiteit Groningen en werd in de jaren 1888–1892 vijf maal achtereen voor een jaar benoemd tot conservatrix van het Museum voor natuurlijke historie van rijksuniversiteit van Utrecht.
Het Museum voor natuurlijke historie in Utrecht was door bemiddeling van de student in de farmacie Maurits Greshoff, een oom van Jan Greshoff, in het bezit gekomen van onder meer 34 vissoorten uit de rivier de Congo, die door zijn broer Anton Greshoff, agent van de Afrikaansche Handelsvereeniging en de Nieuwe Afrikaansche Handels-Vennootschap en Nederlands consul in de Boven-Congo, verzameld en verzonden werden. Als conservatrix van het museum publiceerde Lubbina Schilthuis in de jaren 1891–1892 over deze nieuw ontdekte vissoorten. Achteraf stelde de Britse Belg Boulenger vast dat Schilthuis talrijke visspecies voor het eerst beschreven had. Zo gaat het bijvoorbeeld om Lamprologus congoensis en Synodontis angelicus. Onder invloed van Boulenger verhuisde de viscollectie uit Congo van Utrecht naar het British Museum in Londen.

## Publicaties
- Schilthuis, L. (1889). On a small collection of Amphibia from the Congo with description of a new species. Tijdschrift der Nederlandsche Dierkundige Vereeniging, 2: 285–286
- Schilthuis, L. (1891). On a collection of ﬁshes from the Congo; with description of some new species. Tijdschrift der Nederlandsche Dierkundige Vereeniging, 3: 83–92, pl. 6

De meest geciteerde publicatie van haar is die uit 1891 over haar ontdekking van nieuwe vissoorten in de Congo. Dit is haar majeure bijdrage tot de ichtyologie. Haar wetenschappelijke bijdrage als vrouw was een voorbeeld voor Nederlandse vrouwen in andere wetenschappelijke disciplines.